# گاومیش‌تباریان
گاومیش‌تباریان (به لاتین: Bubalina) زیرتباری از گاوهای وحشی است که شامل گونه‌های مختلف گاومیش‌های راستین (True buffalos) است. گونه‌هایی شامل گاومیش آفریقایی، گاومیشک و گاومیش آبی وحشی (از جمله گاومیش آبی نوع اهلی‌شده) است. بوفالوها به‌طور طبیعی در جنوب صحرای آفریقا، آسیای جنوبی و آسیای جنوب شرقی یافت می‌شوند و جمعیت‌های اهلی و وحشی به اروپا، آمریکا و استرالیا معرفی شده‌اند. علاوه بر گونه‌های زنده، گاومیش‌تباریان پیشینهٔ فسیلی گسترده‌ای دارند که بقایای آن در بسیاری از مناطق آفریقا-اوراسیا یافت شده‌است.

## گونه‌ها
- زیرتبار Subtribe Bubalina (Rütimeyer، 1865)
  - جنس Syncerus (هاجسون، 1847)
    - Syncerus caffer (Sparrman، 1779) - گاومیش آفریقایی

  - جنس گاومیش‌های آسیایی (همیلتون اسمیت، 1827)
    - Bubalus depressicornis (همیلتون اسمیت، 1827) - گاومیش جلگه‌ای
    - Bubalus quarlesi (اوونز، 1910) - گاومیش کوهی
    - Bubalus mindorensis (Heude، 1888) - Tamaraw
    - Bubalus bubalis (Linnaeus، 1758) - بوفالو آبی خانگی
    - Bubalus arnee (کر، 1792) - بوفالوی آبی وحشی

## گاومیش‌های رمیده
جمعیت‌های اهلی و رمیده به اروپا، قاره آمریکا و استرالیا معرفی شده‌اند. گاومیش‌های وحشی در استرالیا گاومیش‌های آبی دو نوع هستند: گاومیش‌های رودخانه‌ای و باتلاقی و در تاپ اند زندگی می‌کنند. برخی از آنها دوباره اهلی شده‌اند.